# Benjamin Drew
Benjamin Drew  (* 1812; † 1903) war ein amerikanischer Abolitionist aus Boston und Autor. Er ist vor allem bekannt als Verfasser eines Werkes mit Berichten von nach Kanada geflüchteten, von ihm interviewten amerikanischen Sklaven, das ein wichtiges Quellenwerk zur Geschichte der Sklaverei in den Vereinigten Staaten aus nördlicher Perspektive (in Westkanada) darstellt.

Freie (blau) und Sklavenstaaten (rot), 1861

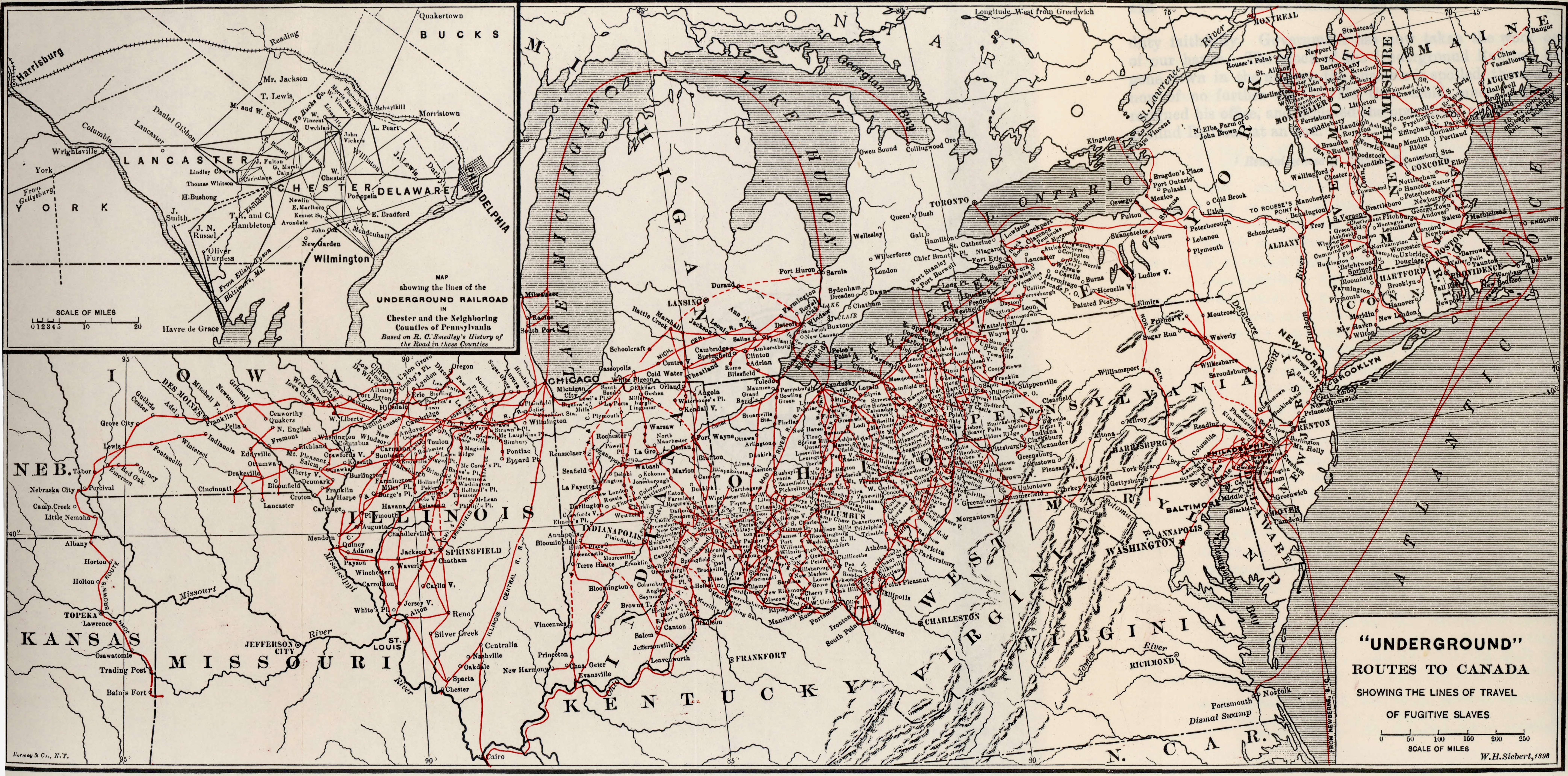
Karte einiger Routen der Underground Railroad

Benjamin Drew reiste Mitte der 1850er Jahre durch Oberkanada (Upper Canada) und interviewte zahlreiche Flüchtlinge aus den amerikanischen Sklavenstaaten. Er transkribierte ihre Erzählungen und veröffentlichte sie 1856 in einem Buch mit dem Titel A North-side View of Slavery: The Refugee: or the Narratives of Fugitive Slaves in Canada (Ein Blick auf die Sklaverei von der Nordseite: Der Flüchtling: oder die Erzählungen von flüchtigen Sklaven in Kanada).  

## Publikationen
- A North-side View of Slavery: The Refugee, or, The narratives of fugitive slaves in Canada. Boston 1856 – Digitalisat, Reprint 1968
- Pens and Types. A new and improved edition. Boston 1889 – Digitalisat
- Burial Hill, Plymouth, Massachusetts: its monuments and gravestones numbered and briefly described, and the inscriptions and epitaphs thereon carefully copied. Plymouth, Mass. 1894 – Digitalisat